# 陸光圖
陸光圖（？—964年），五代十国南汉官员，四會人。
祖父陸東升，是烈宗刘隐的裨將，守端州。南汉高祖建國，官至兵部侍郎。父亲陆昂，官至桂州刺史，領静江軍節度使。陸光圖讀書知大義，官至閤門副使。南汉後主時，皇帝宠信宦官，文武百官多入知内侍省，陸光圖却求任外郡，後主于是让他担任郴州刺史。至郴州，周济窮人，招輯逃亡兵士，百姓称他爲“陸父”。大宝七年（964年），北宋大军臨境，陸光圖派兵在騎田嶺筑栅，大雨河漲，黄溪水溢，宋將潘美、丁德裕順流破栅，陸光圖、暨彦贇与宋军力戰，战敗被俘，抗駡不屈，都被杀死。其子孫多居端州。陸光圖有故吏姓龐，曾经見後主奏事，後主认识他。後主降宋過騎田嶺，龐氏伏地相迎，後主驚道：“你怎么在这里啊？”他回答：“陛下的國境至此是極北，没有萬里之遠。”之前，後主以为郴州在窮荒北邊，于是罚陆光圖在郴州。